# 여 (영화)
여는 1968년 공개된 대한민국의 영화이다.

## 배역
- 신성일
- 문희
- 김지미
- 최은희